# Lotta greco-romana ai Giochi della XV Olimpiade - Pesi mosca
La competizione della categoria pesi mosca (fino a 52 kg) di lotta greco-romana dei Giochi della XV Olimpiade si è svolta dal 24 al 27 luglio 1952 al Töölö Sports Hall di Helsinki.

## Formato
Ad ogni incontro venivano assegnate le seguenti penalità:
- 0 = Al vincitore per schienata
- 1 = Al vincitore per decisione (verdetto di tre giudici)
- 3 = Allo sconfitto

Con cinque penalità o più il lottatore veniva eliminato.
I tre lottatori rimasti disputavano un torneo finale con i risultati acquisiti nel precedenti turni.

## Risultati
| Legenda                                  | Legenda |
| ---------------------------------------- | ------- |
| Lottatore con 5 penalità o più Eliminato |         |

### 1º Turno
Si è disputato il 24 luglio.
| Vincitore          | Pen. | Risultato | Sconfitto          | Pen. |
| ------------------ | ---- | --------- | ------------------ | ---- |
| Heinrich Weber     | 0    | Schienato | Werner Zimmer      | 3    |
| Béla Kenéz         | 1    | 3:0       | Fahrettin Akbaş    | 3    |
| Boris Gurevič      | 1    | 3:0       | Borivoje Vukov     | 3    |
| Svend Aage Thomsen | 1    | 3:0       | Josef Zeman        | 3    |
| Maurice Mewis      | 1    | 3:0       | Dumitru Pîrvulescu | 3    |
| Bengt Johansson    | 1    | 3:0       | Franz Brunner      | 3    |
| Ignazio Fabra      | 1    | 3:0       | Edmond Faure       | 3    |
| Mahmoud Omar Fawzy | 0    | Schienato | Frithjof Clausen   | 3    |
| Leo Honkala        | 0    | Esentato  |                    |      |

### 2º Turno
Si è disputato il 25 luglio.
| Vincitore          | Pen. | Risultato | Sconfitto          | Pen. |
| ------------------ | ---- | --------- | ------------------ | ---- |
| Leo Honkala        | 0    | Schienato | Werner Zimmer      | 6    |
| Heinrich Weber     | 1    | 3:0       | Fahrettin Akbaş    | 6    |
| Borivoje Vukov     | 3    | Schienato | Béla Kenéz         | 4    |
| Boris Gurevič      | 1    | Schienato | Svend Aage Thomsen | 4    |
| Maurice Mewis      | 1    | Schienato | Josef Zeman        | 6    |
| Dumitru Pîrvulescu | 4    | 3:0       | Franz Brunner      | 6    |
| Bengt Johansson    | 2    | 3:0       | Edmond Faure       | 6    |
| Ignazio Fabra      | 1    | Schienato | Mahmoud Omar Fawzy | 3    |
|                    |      | Ritirato  | Frithjof Clausen   | -    |

### 3º Turno
Si è disputato il 26 luglio.
| Vincitore          | Pen. | Risultato | Sconfitto          | Pen. |
| ------------------ | ---- | --------- | ------------------ | ---- |
| Leo Honkala        | 1    | 2:1       | Heinrich Weber     | 4    |
| Boris Gurevič      | 2    | 3:0       | Béla Kenéz         | 7    |
| Borivoje Vukov     | 4    | 3:0       | Svend Aage Thomsen | 7    |
| Bengt Johansson    | 3    | 3:0       | Maurice Mewis      | 4    |
| Ignazio Fabra      | 1    | 3:0       | Dumitru Pîrvulescu | 7    |
| Mahmoud Omar Fawzy | 3    | Esentato  |                    |      |

### 4º Turno
Si è disputato il 26 luglio.
| Vincitore      | Pen. | Risultato | Sconfitto          | Pen. |
| -------------- | ---- | --------- | ------------------ | ---- |
| Leo Honkala    | 2    | 3:0       | Mahmoud Omar Fawzy | 6    |
| Heinrich Weber | 5    | 3:0       | Borivoje Vukov     | 7    |
| Boris Gurevič  | 3    | 3:0       | Maurice Mewis      | 7    |
| Ignazio Fabra  | 2    | 3:0       | Bengt Johansson    | 6    |

### Turno finale
Si è disputato il 26 luglio.
| Vincitore     | Pen. | Risultato | Sconfitto     | Pen. |
| ------------- | ---- | --------- | ------------- | ---- |
| Boris Gurevič |      | 3:0       | Leo Honkala   |      |
| Ignazio Fabra |      | 3:0       | Leo Honkala   |      |
| Boris Gurevič |      | 3:0       | Ignazio Fabra |      |

## Classifica finale
| Pos.    | Atleta             | Nazione          | V.S. |
| ------- | ------------------ | ---------------- | ---- |
| Oro     | Boris Gurevič      | Unione Sovietica | 2-0  |
| Argento | Ignazio Fabra      | Italia           | 1-1  |
| Bronzo  | Leo Honkala        | Finlandia        | 0-2  |
| 4       | Heinrich Weber     | Germania         |      |
| 5       | Mahmoud Omar Fawzy | Egitto           |      |
| 5       | Bengt Johansson    | Svezia           |      |
| 7       | Maurice Mewis      | Belgio           |      |
| 7       | Borivoje Vukov     | Jugoslavia       |      |
| 9       | Svend Aage Thomsen | Danimarca        |      |
| 9       | Béla Kenéz         | Ungheria         |      |
| 9       | Dumitru Pîrvulescu | Romania          |      |
| 12      | Franz Brunner      | Austria          |      |
| 12      | Edmond Faure       | Francia          |      |
| 12      | Werner Zimmer      | Saar             |      |
| 12      | Josef Zeman        | Cecoslovacchia   |      |
| 12      | Fahrettin Akbaş    | Turchia          |      |
| 17      | Frithjof Clausen   | Norvegia         |      |